# گرین ولی، شهرستان سولانو، کالیفرنیا
گرین ولی (به انگلیسی: Green Valley) یک منطقهٔ مسکونی در ایالات متحده آمریکا است که در شهرستان سولانو، کالیفرنیا واقع شده‌است. گرین ولی ۲۱٫۵۲۲ کیلومتر مربع مساحت و ۱٬۶۲۵ نفر جمعیت دارد و ۳۵ متر بالاتر از سطح دریا واقع شده‌است.